# Joseph Bassett Holder
Joseph Bassett Holder (* 26. Oktober 1824 in Lynn, Massachusetts; † 1. Januar 1888 in New York City) war ein amerikanischer Chirurg und Zoologe.

## Leben
Holder studierte an der Friends’ School in Providence, Rhode Island. Danach nahm er Unterricht an der Harvard Medical School. Am 4. Dezember 1849 heiratete er Emily Augusta Gove. Mit ihr hatte er einen gemeinsamen Sohn, Charles Frederick Holder, der am 5. August 1851 in Swampscott, Massachusetts geboren wurde. Sein Sohn arbeitete im Erwachsenenleben als Naturwissenschaftler und veröffentlichte einige Publikationen mit seinem Vater zusammen. Joseph Bassett Holder war von 1860 bis 1867 leitender Chirurg für die United States Army im Militärgefängnis im Fort Jefferson auf Dry Tortugas, Florida. Anschließend war er als Assistenzchirurg im Fort Monroe, Virginia, tätig. 1870 wurde er Kurator für die Wirbellosen, Fischkunde und Herpetologie im American Museum of Natural History, New York City.

## Werke (Auswahl)
- History of the North American Fauna. New York, 1882
- History of the Atlantic Right Whales. 1883
- The Living World. 1884